# Banca Europeană pentru Reconstrucție și Dezvoltare
Înființată în  1991, Banca Europeană pentru Reconstrucție și Dezvoltare (BERD) folosește investițiile pentru a susține dezvoltarea economiei de piață și a democrației în 27 de țări, din Europa Centrală pâna în Asia Centrală. 
BERD este deținută de 61 de țări și de două instituții interguvernamentale.  Cu toate că acționarii săi aparțin sectorului de stat, BERD investește mai ales în sectorul privat, de regulă împreună cu alți parteneri comerciali.
BERD oferă finanțări de proiecte pentru bănci, întreprinderi industriale și comerciale, adresându-se atât noilor inițiative cât și companiilor deja existente.  De asemenea, colaborează și cu societăți din sectorul public pentru a sprijini privatizarea acestora, restructurarea întreprinderilor de stat și îmbunătățirea serviciilor municipale sau comunale.
     Membri finanțatori
     Membri beneficiari ai investițiilor

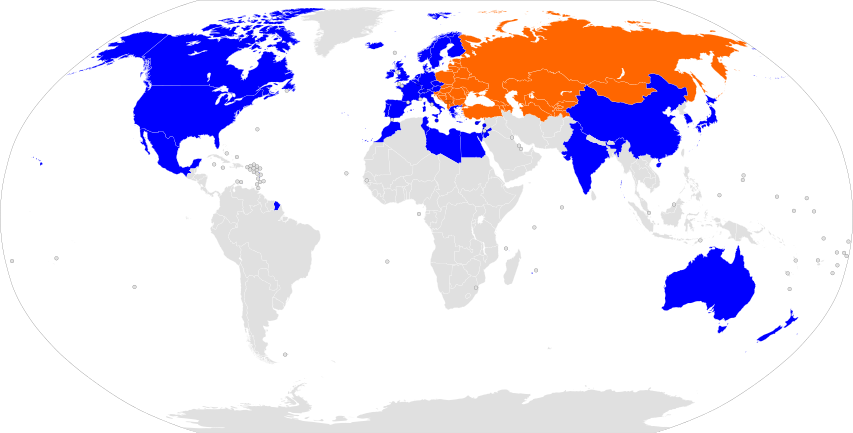
Banca Europeana pentru Reconstrucție și Dezvoltare state membre
Membri finanțatori
Membri beneficiari ai investițiilor

Mandatul BERD stipulează că aceasta trebuie să colaboreze numai cu țări care respectă principiile democratice.  Acordul de inființare a BERD impune promovarea  dezvoltării durabile și ecologice ca parte integrantă a tuturor activitaților sale. 
Erik Berglof este economist-șef al BERD.
| Albania               | Australia     | Austria                    |
| Armenia               | Belgia        | Canada                     |
| Azerbaidjan           | Cipru         | Danemarca                  |
| Belarus               | Egipt         | Israel                     |
| Bosnia și Herțegovina | Finlanda      | Franța                     |
| Bulgaria              | Germania      | Grecia                     |
| Croația               | Islanda       | Irlanda                    |
| Republica Cehă        | Italia        | Japonia                    |
| Estonia               | Luxemburg     | Malta                      |
| Georgia               | Norvegia      | Portugalia                 |
| Ungaria               | Maroc         | Olanda                     |
| Kazahstan             | Regatul Unit  | Statele Unite ale Americii |
| Republica Kârgâză     | Coreea de Sud | Mexic                      |
| Macedonia de Nord     | Noua Zeelandă | Spania                     |
| Republica Moldova     | Suedia        | Elveția                    |
| Mongolia              |               |                            |
| Muntenegru            |               |                            |
| Polonia               |               |                            |
| România               |               |                            |
| Rusia                 |               |                            |
| Serbia                |               |                            |
| Repubica Slovacă      |               |                            |
| Slovenia              |               |                            |
| Tadjikistan           |               |                            |
| Turcia                |               |                            |
| Turkmenistan          |               |                            |
| Ucraina               |               |                            |
| Uzbekistan            |               |                            |

Membri finanțatori, instituții ale Uniunii Europene: 
- Comunitatea Europeană
- Banca Europeană de Investiții

## Condiții de acordare a finanțării BERD
Finanțările BERD pentru proiecte aparținând sectorului privat fluctuează între €5 milioane și €250 milioane, sub formă de împrumuturi sau de participații la capitalul social. Cifra medie a investițiilor BERD este de €25 milioane. 

 
Proiectele de proporții mai mici pot fi finanțate prin intermediari financiari sau prin programe speciale care se adreseaza investițiilor de dimensiuni reduse în țările mai puțin dezvoltate.  

Criterii
 
Pentru a fi admisibil pentru o finanțare, proiectul trebuie să satisfacă urmatoarele condiții:  
 
- să fie situat într-una din țările în care BERD operează
 
- să aibă bune perspective comerciale
 
- să aibă un aport de capital în numerar sau în natura din partea sponsorului proiectului
 
- să fie util pentru economia locală și pentru dezvoltarea sectorului privat
 
- să satisfacă criteriile financiare și ecologice existente.

Structura proiectelor
 
BERD adaptează fiecare proiect în funcție de nevoile clienților și de situația specifică a țării, regiunii și sectorului în cauză.  
De regulă BERD finanțează maxim 35 la sută din costul total al unui proiect care pleacă de la zero sau 35 la sută din capitalizarea pe termen lung a societații responsabile de realizarea proiectului.
Sponsorii trebuie sa contribuie cu un aport de capital semnificativ, cel puțin egal cu investiția BERD. 

 
Este de asemenea necesară asigurarea unor surse suplimentare de finanțare, din partea sponsorilor, a altor co-finanțatori sau obținute prin intermediul programului de împrumut sindicalizat oferit de BERD. 

Sectoare sprijinite
 
Finanțările BERD acoperă marea majoritate a sectoarelor economice.

 
Câteva exemple:
 
- întreprinderile agricole
 
- eficientizarea energetică
 
- instituțiile financiare
 
- sectorul de producție
 
- infrastructurile municipale sau comunale și infrastructurile de mediu
 
- resursele naturale
 
- energia
 
- turismul
 
- telecomunicațiile, tehnologia informației și mass-media
 
- transportul.

## Organizare
Principalul său organism de conducere este Consiliul guvernatorilor, format dintr-un reprezentant - de regulă ministrul de finanțe - pentru fiecare stat membru.  Consiliul guvernatorilor deleagă majoritatea atribuțiilor de conducere Consiliului directorilor, care stabilește orientarea strategică a BERD. Consiliul guvernatorilor alege  președinte al băncii, care este reprezentantul legal al acesteia. Președintele are sarcina de a administra activitatea BERD sub îndrumarea Consiliului directorilor. 

Președintele Băncii Europene pentru Reconstrucție și Dezvoltare este Jean Lemierre, numit în această funcție pe 3 iulie 2000.

## Presedinți ai BERD
aprilie 1991 – iunie 1993: Jacques Attali

septembrie 1993 – ianuarie 1998: Jacques de Larosière 

septembrie 1998 – aprilie 2000: Horst Kohler 

iulie 2000 – iulie 2008: Jean Lemierre
iulie 2008 - iulie 2012: Thomas Mirow
iulie 2012 - prezent: Sir Suma Chakrabarti

## Controverse
În iulie 2015, s-a descoperit că supermarketurile Lidl și Kaufland, deținute de Schwarz Group, controlat de una dintre cele mai bogate familii din Germania, au beneficiat în zece ani de fonduri de aproape 900 milioane de dolari de la o divizie a Băncii Mondiale și BERD, pentru extinderea în Europa Centrală și de Est.
Aceasta în timp ce mandatul acestor instituții finanțate cu bani publici este de susținere a dezvoltării în țările în care investesc.
Banca Mondială are și rolul specific de reducere a sărăciei.